# Bruno Verfaillie
Bruno Verfaillie, né le 12 août 1961, est un karatéka français, président de la Fédération française de karaté (FFK) à partir de 2024, avec le soutien de son prédécesseur Francis Didier, président pendant 24 ans de 2001 à 2024. Son élection est très contestée par la gouvernance sportive française.
Bruno Verfaillie a mené une carrière d'instituteur avec une spécialité auprès des enfants en situation de handicap.
Il a au sein de la FFK le grade de ceinture noire 7e dan. Il a été président de la Commission Nationale d'Arbitrage pendant 10 ans, de 2014 à 2024. Il obtient le titre d'arbitre mondial au sein de la fédération mondiale de karaté WKF en 2012.
Le 9 mai 2025, il est coopté au sein du Comité exécutif de la Fédération Européenne de Karaté (EKF).
Il est également membre élu depuis 2020 à l’Office Municipal des Sports de la ville de Lille.

## Affaires judiciaires et polémiques
La campagne électorale de Bruno Verfaillie à la tête de la Fédération Française de Karaté en 2024 a été émaillée de tensions et de plaintes, notamment liées au favoritisme affiché de la FFK à son bénéfice et au désavantage de son adversaire Gilles Cherdieu. En effet, son président de l'époque Francis Didier est accusé d'utiliser les moyens de la fédération et en particulier les moyens de communication et les grades pour récompenser ses soutiens électoraux au mépris des règles du Code du Sport.
Parmi les autres graves irrégularités constatées par le Comité national olympique et sportif français  (CNOSF) figurent des actes d'intimidation, des pressions et du favoritisme. Plusieurs plaintes pour violence ont également été déposées. Le CNOSF demande en mars 2025 la tenue rapide de nouvelles élections avec une nouvelle période campagne équilibrée.
Le 25 mars 2025, la proposition du Comité national olympique et sportif français est refusée par Bruno Verfaillie par le biais d'un communiqué aux licenciés. Suite à cela, une procédure au civil est initié par Gilles Cherdieu concernant les irrégularités de l'élection pointées par le CNOSF. Toujours dans le contexte des élections, la Brigade de Répression de la Corruption et de la Fraude Fiscale (BRCFF) est saisie d'une enquête ouverte par le parquet de Nanterre pour des faits de corruption, trafic d'influence, faux et usurpation de titres suite à une plainte contre X de plusieurs licenciés de la FFK.
La Ministre des Sports Marie Barsaq est interpellée deux fois lors séances de questions au Sénat au sujet des dérives graves au sein de la FFK et ses organes déconcentrés et des soupçons de corruption, une première fois par Gilbert-Luc Devinaz (Sénateur du Rhône) le 8 avril 2025 et par Michel Savin (Sénateur de l'Isère) le 30 avril 2025. Elle y qualifie la décision de Bruno Verfaillie de refuser la recommandation du CNOSF concernant son élection de "mauvaise décision" et annonce envisager un éventuel retrait de l'agrément ministériel pour la FFK.
La commissaire aux comptes de la fédération lance au cours de l'été 2025 une procédure d'alerte préalable à une cessation de paiements due à un déficit important qui semble être lié aux élections présidentielles de 2024, remises en cause par le CNOSF. A l'origine de cette alerte, il y a un déficit de 1,35 millions d'euros lors de la saison 2023-2024 qui continue de se creuser lors de la saison 2024-2025 et engendre des problèmes de trésorerie conséquents, menaçant le paiement des salaires notamment.